# Bős–nagymarosi vízlépcső

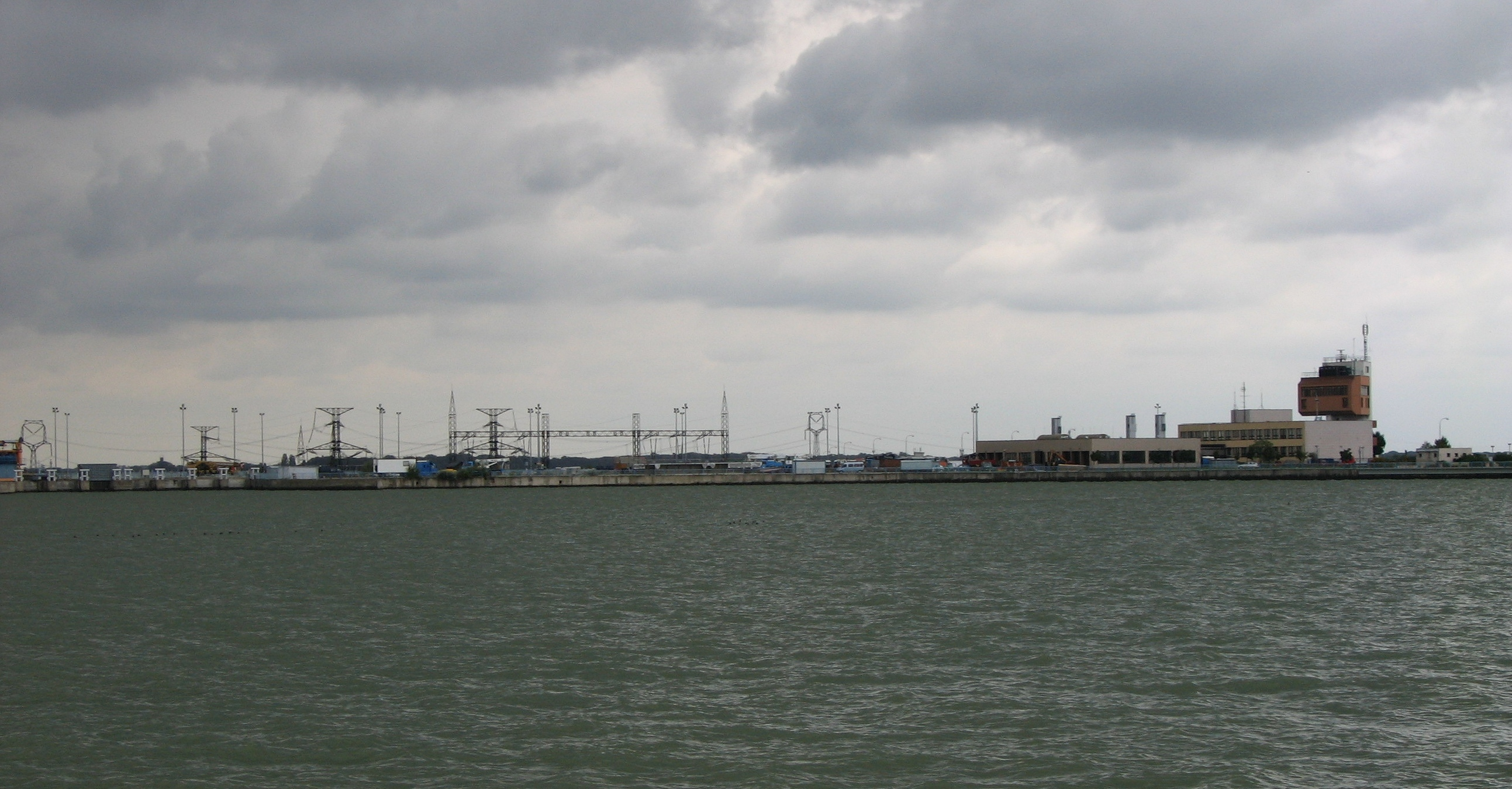
A bősi erőmű látképe a felvízcsatornáról

A bős–nagymarosi vízlépcső (BNV) – hivatalosan Gabčíkovo–nagymarosi Vízlépcsőrendszer – a Duna magyarországi és szlovákiai közös szakaszának komplex hasznosítására tervezett építmény. A vízlépcső létesítésének célja az energiatermelés, a hajózhatóság biztosítása, az árvízvédelem és területfejlesztés volt. A létesítmény tervezett főbb egységei: a Dunacsún és Dunakiliti mellett létesített két mederzáró duzzasztómű a Körtvélyesi-(Somorjai) víztározóval, a Csallóközön végighúzódó üzemvízcsatorna közepén a bősi erőművel és Nagymaros térségében a nagymarosi vízlépcső, ami végül nem épült meg. A bősi erőmű első ütemét 1986-ban, a nagymarosi erőmű utolsó egységét pedig 1990-ben kellett volna üzembe helyezni. Eredeti formájában végül sosem valósult meg, mivel a magyar kormány a Dunakanyar és a Szigetköz természeti értékeit féltő környezetvédők és civilek tiltakozásának hatására 1989-ben leállította a magyar oldalon az építkezéseket, 1992 májusában pedig felbontotta a szerződést a csehszlovák féllel. A csehszlovák oldalon ezt követően 1992 októberében a bősi erőmű csatornájába (vagyis szlovák területre) terelték a Duna vizének 83%-át. (Azóta is jogtalanul használja azt). Az ügyben a két ország a hágai Nemzetközi Bírósághoz fordult, amely végül 1997-ben mindkét felet elmarasztalta, és kötelezte őket a helyzet államközi szerződésekkel történő rendezésére, amelynek megkötésére 2024-től kezdve merült fel komolyabb kölcsönös szándék. A Nemzetközi Bíróság által a fennállása óta vizsgált 151 eset közül a bős–nagymarosi a leghosszabb ideig rendezetlenül maradt ügy. Az erőmű nyolc darab turbinájának maximális teljesítménye: 720 MW. Átlagosan 8-10 százalékban járul hozzá Szlovákia áramtermeléséhez.

## A vízlépcsőrendszer története
A vízlépcsőrendszer története a 20. század harmincas éveiben kezdődött, amikor a Duna-menti országok kormányai foglalkozni kezdtek a Duna hajózhatóságának javításával és azzal, hogy a szabályozás egyúttal vízi energia termelésére is lehetőséget biztosítana. 1956. április 30-án a Kölcsönös Gazdasági Segítségnyújtás Tanácsa határozatot hozott a Duna Pozsonytól a Fekete-tengerig tartó szakaszának  komplex hasznosításáról, amelyben már szerepeltek energetikai célú vízlépcsők is. A vízlépcsőrendszer terveit először az 1950-es évek végén dolgozta ki a Mosonyi Emil professzor vezette társaság a BME-n. Ezután a terv többször változott, hol gazdasági, hol ökológiai, hidrobiológiai, hol környezetvédelmi, de legfőképp politikai megfontolások miatt.

### Az építkezés kronológiája napjainkig

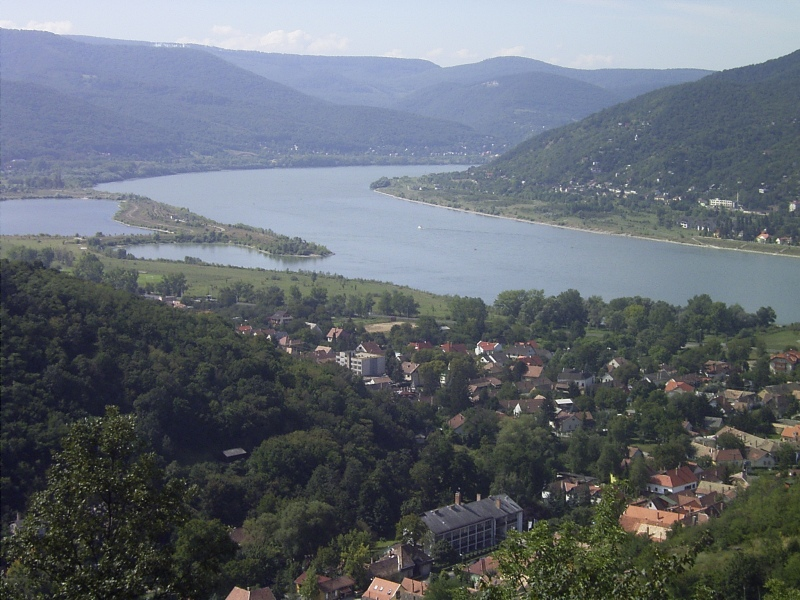
A nagymarosi gát tervezett helyszíne. Az építkezés félbeszakadt, a tájat utólag rehabilitálták

1963. április 20-án a Magyar Népköztársaság és a Csehszlovák Szocialista Köztársaság kormánybizottságai megállapodást kötöttek arról, hogy közösen beruházási programot dolgoznak ki a Bős–Nagymarosi Vízlépcsőrendszer megépítésére. A beruházás célkitűzései között az áramtermelés, a hajózóút mélységének növelése és az árvízvédelem fejlesztése kapott prioritást, a megállapodás szerint Pozsony alatt, Dunakilitinél gát és egy 60 négyzetkilométer nagyságú tározótó létesül, innen kiágazik egy újonnan épített, 30 kilométer hosszú mesterséges csatorna a csehszlovák területre. A mesterséges csatornán Bősnél csúcserőmű épül, amin keresztül naponta két alkalommal átengedik a vizet áramtermelés céljából. (Melynek következménye, hogy a Duna magyar–szlovák határszakaszán 4-5 méteres árhullám jön létre.) A létrejövő árhullám csillapítására 120 km-rel lejjebb, Nagymarosnál egy másik duzzasztótó létesül, másodlagosan, az itt elhelyezett erőmű is képes lesz, igaz minimális mértékű áramtermelésre. A Duna vízmegosztása Dunakilitinél: 2 százalék a Duna eredeti medrében, 98 százalék a mesterséges csatornába. Az így kialakuló erőműrendszer a két ország energiaigényének 2-3%-át fedezte volna. A két ország kormánya az így kialakult elképzelést 1974. február 14-én jóváhagyta, a megvalósítás érdekében Közös Egyezményes Terv kidolgozásába kezdtek, melyet 1976. május 6-án kormányközi egyezmény rangjára emeltek.
A bős–nagymarosi vízlépcsőrendszer közös építéséről és üzemeltetéséről szóló szerződéskötésre 1977. szeptember 16-án került sor Magyarország és Csehszlovákia között, melyet a magyar fél az 1978. évi 17. sz. törvényerejű rendeletben iktatta jogrendjébe. A szerződéssel együtt került aláírásra az a megállapodás is, hogy az építés során a felek kölcsönös segítséget nyújtanak egymásnak, a megállapodás részletezi a megtermelt árammennyiség egymás közötti megosztását 1989-ig, valamint a megvalósítás ütemtervét, az egymástól átvállalt munkákat. A felek kötelezettséget vállaltak arra is, hogy az energiatermelő berendezéseket 1986 és 1990 között üzembe helyezik. Az építkezés azonban nem kezdődött el a mindkét országban jelentkező gazdasági nehézségek miatt, ezért a felek 1981. szeptember 21-én tárgyalásba kezdtek a beruházás csúsztatásáról. A magyar fél részéről ezeken a tárgyalásokon merült fel először a környezeti hatások tudományos igényű vizsgálatának szükségessége. A felek az 1977-es államközi szerződésben rögzített határidők öt évvel történő eltolásában állapodtak meg, melyet 1983. október 10-én Prágában írtak alá.
Időközben a Magyar Szocialista Munkáspárt Központi Bizottsága felkérte a Magyar Tudományos Akadémiát a beruházás komplex vizsgálatára. Az Akadémia 1983. december 20-án állásfoglalásában a várható környezeti és gazdasági károk miatt az építkezés jelentős időbeli elhalasztását javasolta, de komoly megfontolásra javasolta az építkezés leállítását is.
Az 1983. október 10-én aláírt szerződésmódosítást az Elnöki Tanács 1984. február 7-én, az 1984/6. törvényerejű rendeletében hirdette ki. Az építkezést Magyarországon állami nagyberuházásként kezdték el, a költségeket a központi költségvetésből, illetve a központi költségvetést terhelő hitelekből fizették. (A hitelek nem terhelték közvetlenül a költségvetést; azokat az erőművekben termelt árammal kívánták törleszteni.)
1984. augusztus 1-jén megalakult a Duna Kör civil szervezet, amely a vízlépcsőrendszer ellen küzdött szamizdat hírlevelekben, nyilvános vitákban, tiltakozó akciókkal, céljuk az emberek felvilágosítása volt a fenyegető környezeti károkról. (1985 decemberében a szervezet alternatív Nobel-díjat kapott tevékenységéért.) 1985-ben a magyar "környezetvédő szervezetek" követelésére és gazdasági nehézségekre hivatkozva a nagymarosi építkezést átmenetileg felfüggesztették, a beruházó a Vízügyi Tudományos Kutatóintézettel elkészíttette a vízlépcsőrendszer hatástanulmányát. 

1986. május 28-án a fővállalkozó kivitelező, az Országos Vízügyi Beruházó Vállalat és a Magyar Villamos Művek Tröszt több magánszerződést kötött osztrák vállalatokkal. Az egyik szerződés 5,7 milliárd schilling értékben a Donaukraftwerkét bízta meg a nagymarosi vízerőmű teljes tervezésével és kivitelezésével, a másikban pedig megállapodtak, hogy a nagymarosi erőmű beindulása után 20 éven keresztül exportált elektromos árammal törlesztjük a beruházás költségeit az osztrákoknak. A pénzügyi feltételeket az MNB és a Creditanstalt vezetésével létrehozott osztrák bankkonzorcium biztosította. Ennek a megállapodásnak a végrehajtására a pénzügyminiszter 197/1987(XII.31.) rendeletével létrehozta a GNV Építési Alapot, melynek keretében az MNB a bős–nagymarosi vízlépcsőrendszer állami nagyberuházás megépítésére 37 milliárd forint refinanszírozási hitelt nyújtott a költségvetésnek.

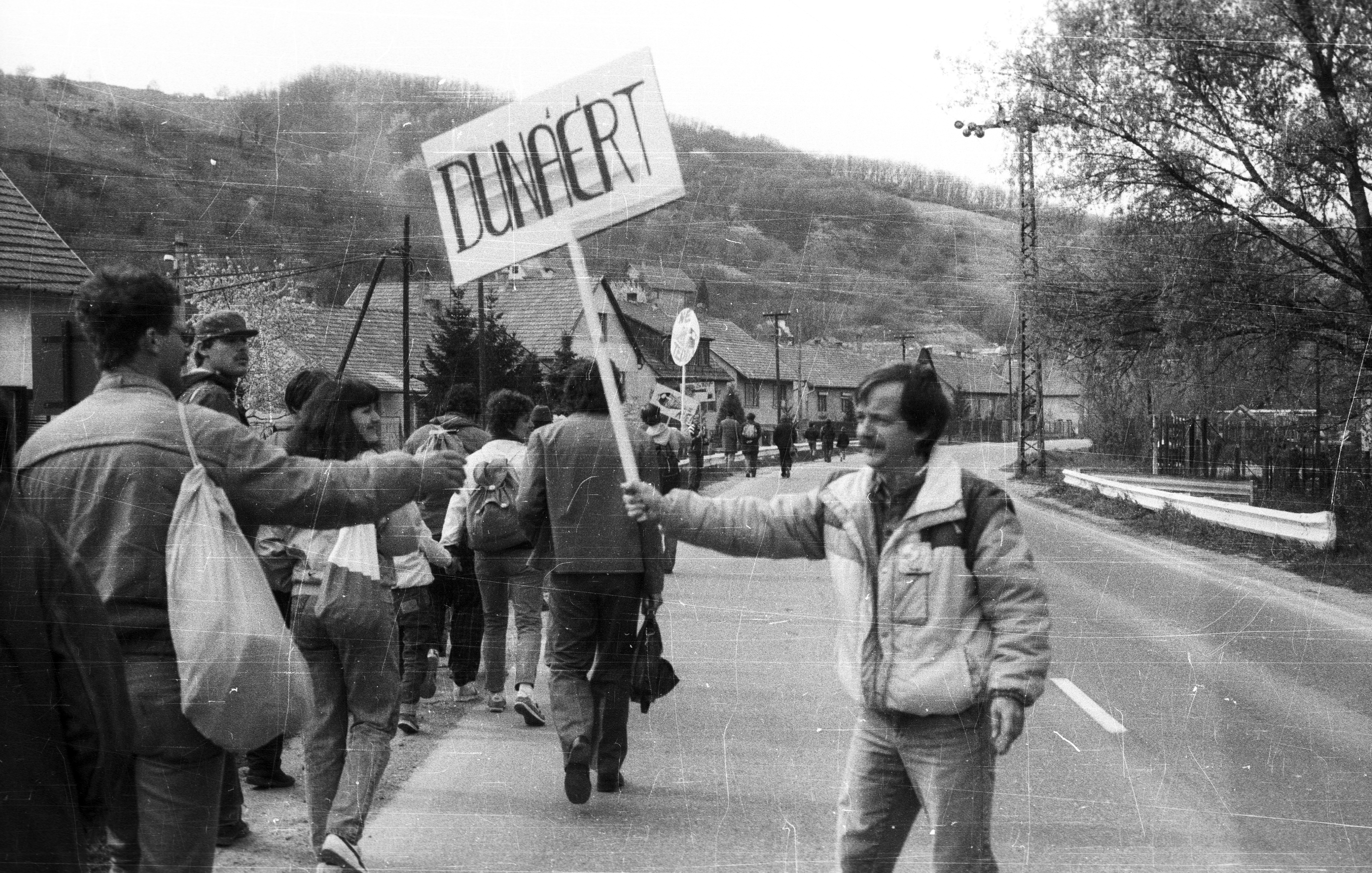
Tüntetés 1989-ben a Bős–Nagymarosi vízlépcsőrendszer felépítése ellen

Az események hatására az építkezés ellen tiltakozó akciók jöttek létre, 1988. április 24-én a környezetvédők tiltakozó felvonulást tartottak a Duna-parton (Visegrád és Esztergom között). 1988. szeptember 2–4. között a Duna Kör kezdeményezésére létrejött Duna Konferencia fogalmazta meg az első, tudományosan megalapozottként hirdetett (a közvélemény számára is elérhető) kritikáját a vízlépcsőrendszerről, majd szeptember 12-én az Országház előtt közel 70 ezer fő tüntetett az építkezés leállítása mellett.
1988. október 6–7. között több civil szervezet tiltakozása ellenére az Országgyűlés 317 igen szavazattal úgy döntött, hogy az építkezést folytatni kell, sőt 1989. február 6-án a kölcsönös segítségnyújtásról szóló megállapodást is módosították Budapesten: az építési munkák befejezésének határidejét 1994-ben állapították meg (1995 helyett).
Sorozatos ellenzéki tiltakozások, valamint népszavazási kezdeményezések után 1989. május 13-án Németh Miklós miniszterelnök javaslatára a kormány felfüggesztette a nagymarosi építkezést, melyet május 24-én a miniszterelnök személyes találkozón közölt Ladislav Adamec csehszlovák miniszterelnökkel, majd közös felülvizsgálatot javasolt a csehszlovák félnek. A május 13-i kormánydöntést az Országgyűlés 1989. június 2-án hagyta jóvá, egyben felhatalmazta a kormányt a további tárgyalások folytatására.
A két ország szakértői közötti tárgyalások 1989. július 15. és július 19. között Budapesten folytatódtak le, ezeken a tárgyalásokon a magyar fél átadta a csehszlovák szakértőknek a vízlépcsőrendszer működtetésének kockázatairól készült dokumentációt. A miniszterelnöki találkozó is Budapesten zajlott le 1989. július 20-án, ahol Németh Miklós bejelentette, hogy a magyar kormány nemcsak a nagymarosi, de a dunakiliti építkezést is felfüggeszti.
1989. június és október között szakértők több csoportja vizsgálta a terveket. Tanulmányt állított össze a massachusettsi egyetem Ökológia csoportja, a Természetvédelmi Világalap szakértőinek csoportja és az MTA ad hoc bizottsága is, és elkészült a képviselők tájékoztatására alakított független bizottság jelentése (az ún. Hardi-jelentés) is.
Időközben 1989. augusztus 31-én a csehszlovák miniszterelnök levélben rögzítette országa álláspontját: a magyar építési munkák azonnali folytatását kéri, ellenkező esetre kilátásba helyezte a bősi erőmű üzembe helyezéséhez szükséges munkák csak csehszlovák területen történő megvalósítását, az 1989. október 26-i miniszterelnöki találkozón – bár a magyar fél a közös felülvizsgálat mellett érvelt – a cseh fél bejelentette, hogy megkezdték a C változat (egyoldalú üzembe helyezés) terveinek készítését.
1989. október 31-én az Országgyűlés a Hardi-jelentés alapján úgy döntött, hogy Magyarország véglegesen felhagy a nagymarosi duzzasztó és erőmű építésével, a dunakiliti építkezés folytatását pedig új államközi szerződéshez kötötte. Az országgyűlési javaslat előírta, hogy a szerződésbe ökológiai garanciákat építsenek be. November 30-án a magyar fél képviselői átadták a csehszlovák félnek a megvalósítási szerződés országgyűlési határozatának megfelelően módosító javaslatát. Csehszlovákia erre nem válaszolt, ellenlépésként kilátásba helyezte, hogy ha a dunakiliti építkezést Magyarország nem folytatja, a bősi erőművet Dunát elterelve, kisebb tározóval (ez volt az úgynevezett C változat) akkor is üzembe helyezi.
1990. január 6-án a magyar miniszterelnök levélben összegezte az ország álláspontját: közös felülvizsgálatot szorgalmazott, melynek eredményei alapján a választások utáni új kormányok szerződésmódosításban megállapodást köthetnek. Németh Miklós levelében üdvözölte, hogy a csehországi bársonyos forradalom után megalakult új kormány 1989 decemberében azonnali hatállyal leállította az egyoldalú üzembe helyezés munkálatait. A munkálatok ellen nemcsak Magyarországon tiltakoztak, hanem 1990. február 3-án Pozsony és Bős között magyar, szlovák és osztrák környezetvédők részvételével tiltakozó élőlánccal demonstráltak az építkezések ellen.
Az 1990. március 25-én Magyarországon megtartott, a rendszerváltás utáni első szabad választás első fordulója alapján nyilvánvalóvá vált, hogy az új országgyűlésben a vízlépcsők építését egyértelműen elutasító pártok kerülnek nagy többségbe. 1990. május 21-én a csehszlovák szövetségi kormány a szlovák kormányt bízta meg a magyar–csehszlovák vízlépcsővita rendezésével.
1990. október 15-én a magyar Antall-kormány képviselője elfogadta, hogy a nagymarosi erőmű osztrák kivitelezőjének 2,881 milliárd schillinget fizessen Magyarország kártérítésként a leállítás miatt, 1990. november 14-én Keresztes K. Sándor környezetvédelmi miniszter pedig aláírta a nagymarosi beruházás osztrák részvételét megszüntető megállapodást (ebben 2,65 milliárd schilling kártérítés fizetését vállalta Magyarország).
A vízlépcsőrendszer történetében következő jelentősebb lépés 1991. január 17-én történt, amikor a csehszlovák kormány úgy döntött, hogy megépítik a C változatot. (Dunacsúnnál jelölték ki az elsődleges duzzasztómű helyét.) 1991. április 22-én kormányközi tárgyalás volt Budapesten, melyen a vízlépcsőrendszer kedvezőtlen környezeti hatásait már a csehszlovák fél sem vitatta, álláspontja szerint azonban ezek műszaki pótintézkedésekkel elháríthatók voltak. A cseh delegáció nem adott érdemi választ a magyar közös felülvizsgálati javaslatra, vélhetően azért, mert a szlovák delegáció vezetője az utolsó hivatali napjait töltötte ezekben az időkben. A tárgyalás eredménytelenül zárult.

### Az 1977-es államközi szerződés felbontása, a hágai per
1991. április 23-án a 26/1991.(IV.23.) OGY határozat felhatalmazta a kormányt, hogy tárgyaljon az 1977. évi államközi szerződés közös megszüntetéséről, a következmények rendezéséről és készítsen elő új államközi szerződést, melyben már az elsődleges prioritást a környezeti-ökológiai értékek közös védelme kellett, hogy kapja.
A következő tárgyalás december 2-án zajlott le Budapesten, ahol a csehszlovák fél 10 napos haladékot kért a közös (EU-közreműködést is feltételező) magyar javaslat felülvizsgálatára.
A válasz elmaradt, helyette december 12-én a csehszlovák kormány úgy határozott, hogy a C változat szerint épített bősi erőművet 1992 őszén üzembe kell helyezni, azaz a Dunát csehszlovák területen terelik el az új csatornába. (A magyar fél a határozatot nem vette komolyan, a tervek megvalósíthatóságát papírtigrishez hasonlította.)
Amikor nyilvánvalóvá vált, hogy a tervek megvalósíthatóak, a magyar Országgyűlés 1992. április 4-én (12/1992.(IV.4.) OGY határozat) felhatalmazta a kormányt az 1977-es államközi szerződés egyoldalú megszüntetésére. Ennek következtében 1992. május 7-én az Antall-kormány május 25-i hatállyal felbontotta az államközi szerződést, és kezdeményezte, hogy a két fél kezdjen tárgyalni a károk helyreállításáról, ez május 19-én, diplomáciai jegyzékben lett átadva a csehszlovák félnek.
A vízlépcsőrendszer elhagyását a magyar Országgyűlés 1992. június 9-én, az 1992. évi XL. törvényben törvényesítette, hatályon kívül helyezve az 1977. évi államközi szerződést becikkelyező törvényerejű rendeleteket.
1992. szeptember 3-án a csehszlovákok beindították a bősi erőmű turbináit, a próbaüzem kisebb problémák mellett sikeres volt. Ennek eredményeképp 1992. október 23-án folytatták a C variáns megvalósítását, és megkezdték a meder áttöltését és a Duna elterelését.
A csehszlovák lépésre adott magyar válasz ugyanezen a napon történt meg: az Antall-kormány keresetlevelet nyújtott be a hágai Nemzetközi Bírósághoz a Duna várható egyoldalú elterelése miatt. A Duna elterelése 1992. október 24-én történt meg: a csehszlovák építők Dunacsún mellett, a Duna 1851,75 folyamkilométerénél, mintegy 40 kilométer hosszúságban, a régi meder elzárásával a szlovák területen épült üzemvízcsatornába terelték a Duna vizét. A lépés folyományaként az eredeti főágban bekövetkezett jelentős vízhozam-csökkenés okozta kiszáradás, feliszapolódás és talajvízszint-csökkenés felborította a Szigetköz ökológiai és hidrobiológiai egyensúlyát. Az ezt követő évtizedben a Mosoni-Dunaágon számos vízügyi beavatkozás (például fenékküszöbök és zsilipek építése) elvégzését tette szükségessé. (A folyam eltereléséről, illetve annak ártalmairól a rendszerváltás idején Csillag Ádám készített három dokumentumfilmet.)
1992. október 27. Az Európai Bizottság bevonásával folytatott egyeztető tárgyaláson a két fél aláírta az úgynevezett londoni jegyzőkönyvet. Ez háromlépcsős rendezési eljárást rögzít: a felek vállalták, hogy az országok közti jogvitát közösen a hágai Nemzetközi Bíróság elé terjesztik, a bíróság ítéletéig tartó időszakra átmeneti vízmegosztást alkalmaznak, a csehszlovák fél ígéretet tett, hogy a mederelzárástól függetlenül, még a határszelvény előtt, a Duna vizének legalább 95%-át az eredeti mederbe engedik. Utóbbit a csehszlovák fél nem teljesítette.
1992 novemberében egy szokatlanul intenzív esőzés árvízveszélyt okozott a C változat munkagödrében, elsodorta az építkezés egy részét, leszakított egy zsilipkaput.
1993. január 1-jén Csehszlovákia szétvált Csehországra és Szlovákiára. Szlovákia a bősi vízlépcső örökösének és az 1977. évi államközi szerződés jogutódjának nyilvánította magát.
1993. április 7-én a magyar és a szlovák kormányok képviselői aláírták a hágai Nemzetközi Bíróság elé terjesztendő ún. Külön Megállapodást. A Külön Megállapodást mindkét ország parlamentje megerősítette (Magyarországon a 29/1993(V.4.) OGY határozattal).
1993. december 22-én az Európai Bizottság képviselője javaslatot tett a magyar és a szlovák kormánynak a Duna ideiglenes vízmegosztásáról. (A teljes vízmennyiség 40%-át kellene a közös mederbe juttatni.) Az ajánlatot csak a magyar fél fogadta el azonnal, a szlovák fél azonban elhalasztotta a választ műszaki teljesítésekre való hivatkozással.
A vízmegosztásról szóló külön megállapodást 1995. április 19-én sikerült tető alá hozni Budapesten, a két kormány meghatalmazottjai aláírták a Szigetköz ideiglenes vízpótlása érdekében elvégzendő műszaki beavatkozásokról szóló szerződést. Ennek értelmében a hágai ítéletig tartó időszakban a szlovák féléves átlagban másodpercenként 400 köbméter vizet biztosít a közös mederszakaszba, ugyanakkor a Horn-kormány vállalta, hogy fenékküszöböt létesít Dunakilitinél a szigetközi ágak vízpótlásának megőrzése érdekében.
A szerződéskötéssel egy időben a szlovák fél befejezte a különböző műszaki problémák elhárítását, és a Dunacsún feletti tározóban a duzzasztást maximálisra emelte.
1996. december 5-én a hágai Nemzetközi Bíróság közleményben tudatta, hogy befejezte a beterjesztett írásbeli anyagok tanulmányozását, valamint kitűzte a háromhetes szóbeli meghallgatás első napját 1997. március 3-ára.
1997. április 1-jén a hágai bírák helyszíni szemlét tartottak, négy napon keresztül megtekintették a bősi vízlépcsőt, bejárták a csallóközi és szigetközi hatásterületet, tájékozódtak a nagymarosi építkezéssel érintett vízbázisokról.
1997. szeptember 25-én a hágai Nemzetközi Bíróság ítéletet hirdetett a bős–nagymarosi ügyben folyó peres eljárásban. Az ítélet mindkét felet elmarasztalta különféle jogsértésekért. Az ítélet szerint Magyarország jogtalanul szüntette meg az 1977. évi vízlépcsőszerződést. Szlovákia jogtalanul helyezte üzembe a bősi erőművet. Az ítélet a végrehajtást illetően részletes iránymutatással szolgált, melyek között a környezetvédelmi szempontokra és az elszámolás (kártérítés) módozataira is kitért.

### A hágai pert követő események
1997. szeptember 30-án a Horn-kormány a 163/1997. (IX.30.) számú kormányrendeletével szabályozta a hágai Nemzetközi Bíróság Dunával kapcsolatos döntéséből adódó kormányzati feladatok összehangolását, kormánybiztost neveztek ki a hágai ítélettel összefüggő teendők ellátására, december 15-én a két fél budapesti találkozóján a felek meghosszabbították magyar kérésre az 1995. április 19-i vízpótlási egyezmény hatályát.
1998. február 27-én a két fél keretmegállapodás tervezetét parafálták Pozsonyban a hágai ítélet végrehajtását jelentő teendőkről. Ennek értelmében a magyar fél vállalta egy dunakanyari gát megépítését, valamint elfogadta a szlovák vízmegosztási javaslatot, amely a Duna-mederbe átlagosan 7,5% vizet irányoz elő (Horn–Mečiar-paktum). A gát ellen február 29. a parlament előtt tüntetés kezdődött, a mintegy 40 ezer tüntető Göncz Árpád köztársasági elnököt kérte fel, hogy akadályozza meg a keretmegállapodás hatályba lépését. (A tüntetők ekkor a vízlépcsőt Dunaszaurusznak nevezték el.) Az SZDSZ a kormánykoalíció felbontását helyezte kilátásba. A megállapodás szövegét 1998. március 11-én a Népszava közölte.
A tiltakozások hatására a március 11-én a Horn-kormány az 1026/1998. (III.11.) sz. kormányhatározatával a keretmegállapodás aláírását elhalasztotta, illetve újabb szakértői vizsgálatok végzése után készülő hatástanulmány eredményeitől tette függővé. Az 1998. július 25-ei 139/1998.(VII.25.) sz. kormányrendelet módosította a kormánybiztosi hatáskörről szóló 163/1997.(IX.30.) kormányrendeletet, valamint az Orbán-kormány új kormánybiztost nevezett ki. Az új kormánybiztos feladatául jelölték ki a magyar–szlovák tárgyalások folytatását az új tartalommal: az aláírt keretmegállapodás-tervezet és a dunakanyari gát tervének visszavonása, a Dunába juttatott vízmennyiség növelésének szorgalmazása.
1998. szeptember 3. A szlovák kormány új beadvánnyal fordult a hágai Nemzetközi Bírósághoz, melyben az 1997. szeptemberi ítélet értelmezését kérte, valamint azt, hogy róják meg a magyar felet a keretmegállapodás aláírásának késlekedése miatt.

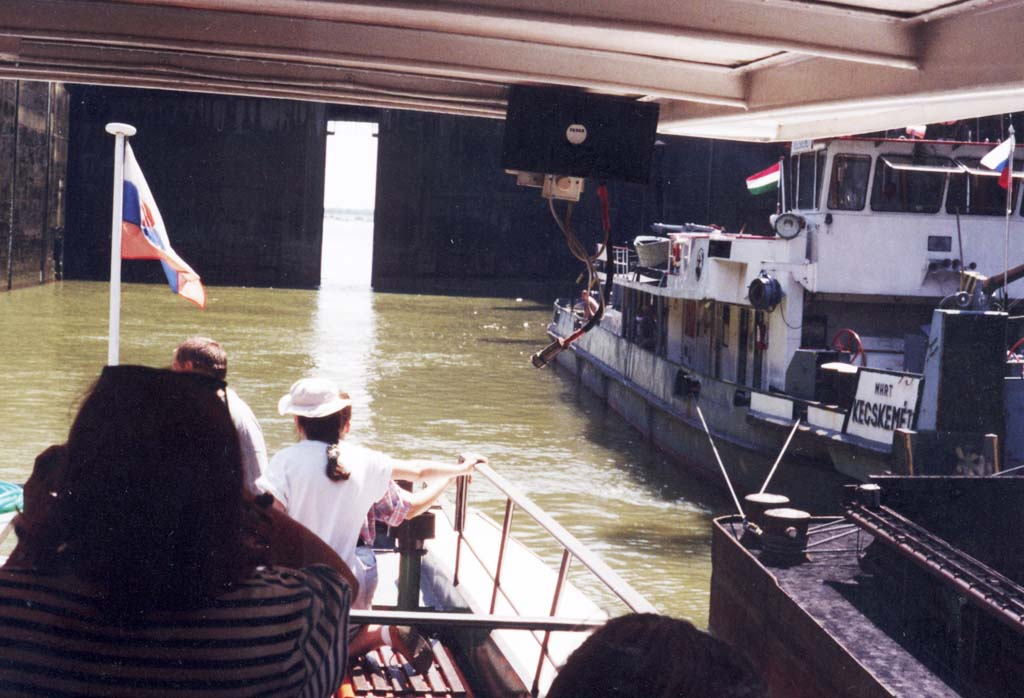
Zsilipelés Bősnél

1998. október 7. a hágai Nemzetközi Bíróság elnöke konzultációt folytatott az országok képviselőivel az új szlovák beadványa miatti teendőkről, a magyar képviselőtől írásbeli álláspontot kért.
A kinevezett kormánybiztos első tárgyalása 1998. november 27-én Pozsonyban zajlott le, ahol a felek megállapodtak a találkozókban (1999. január 28-án, március 10-én és május 14-én), december 7-én pedig a magyar fél átadta a hágai Nemzetközi Bíróságnak az 1998. szeptember 3-i szlovák beadvánnyal kapcsolatos álláspontját: nem javasolta, hogy a szlovák beadvány alapján eljárás kezdődjék.
1999. január 29-én megszületett az 1009/1999.(I.29.) magyar kormányhatározat a hágai Nemzetközi Bíróság döntésének végrehajtásával kapcsolatos magyar–szlovák tárgyalásokon képviselendő magyar álláspontról és az ezzel összefüggő egyes teendőkről.
Az 1999. május 14-ei budapesti tárgyaláson a magyar fél vállalta, hogy minden kérdésre kiterjedően részletes tervet dolgoz ki a bősi erőmű működtetésével kapcsolatos műszaki, környezetvédelmi teendőkről, a dunai vízmegosztás módozatairól, ezt a dokumentumot a magyar fél december 9-én adta át a szlovák félnek. A szlovákok a szükséges fordítások elvégzése után a következő év közepére ígért választ. Az átadott terv számos elemét több magyar szakmai szervezet bírálta, így a tervezett szigetközi gátakat, valamint a vízmegosztási javaslatot.
Bár a szlovákok az átadott tervekre vonatkozó észrevételeket 2000 közepére ígérték, az csak 2000. december 19-én érkezett meg Budapestre. Az észrevételek közel 1400 oldalt tettek ki.
2001. április 2-án a magyar fél diplomáciai úton tárgyalási javaslatot juttatott el a szlovák tárgyalódelegációhoz. A dokumentum egy keretszerződés tervezet volt, "Megállapodás a Magyar Köztársaság és a Szlovák Köztársaság között a hágai Nemzetközi Bíróság 1997. szeptember 25-i ítéletének érvényre juttatásáról" címet viselte.
2001. június 5-én újabb tárgyalási forduló zajlott le Pozsonyban, ahol sem a dunakanyari vízlépcső, sem a dunai vízmegosztás vitatott kérdéseiről nem született megállapodás. A tárgyalás 2001. június 29-én folytatódott, ahol a szlovák delegáció átadta az április 2-i magyar javaslathoz fűzött írásbeli észrevételeit. A magyar delegáció elfogadta azt a szlovák javaslatot, hogy közös jogi és műszaki-környezetvédelmi munkacsoportok alakuljanak, akik szakmai kérdésekben közös megoldásokat dolgoznak majd ki, a kormányközi tárgyalásokat csak a közös szakmai csoportok munkájának befejezése után folytatják a felek. A szakmai csoportok feladatait 2001. szeptember 13-án, Pozsonyban megtartott tárgyalás határozta meg.
A hágai ítélet végrehajtásáról folytatott kormányközi tárgyalások folytatásáról a 2003. december 11-i Medgyessy-kormány határozata rendelkezett, ennek szellemében december 16-án megtartotta alakuló ülését a hágai Nemzetközi Bíróság bős–nagymarosi vízlépcsőrendszerrel kapcsolatos döntéséből adódó kormányzati feladatokat koordináló tárcaközi bizottság.
2001. október 11-én átadták az Esztergom és Párkány közötti Mária Valéria hidat, amely hosszas tárgyalások után új, íves szerkezetet kapott a szlovák fél nyomására, hogy könnyen hajózható legyen a Duna a vízlépcső esetleges megépülése esetén.
2004. április 13-án Pozsonyban szakértői találkozó zajlott, melyen Dr. Persányi Miklós és Miklós László, a szlovák kormány környezetvédelmi minisztere jelenlétével demonstrálta a megegyezés szándékát. December 11-én a magyar Gyurcsány-kormány határozatot hozott a bős–nagymarosi vízlépcsőrendszer tervének hatáskörzetébe tartozó folyó- és tájrehabilitáció elveiről.
A közös szakértői munkacsoportok mandátumainak jóváhagyására 2005. március 3-án, Győrben került sor, Erdey György megbízatása óta először találkozott szlovák partnerével, Dominik Kocingerrel. A szlovák fél kijelentette, hogy feltétel nélkül elfogadták a szakértők által összeállított anyagot az egyeztetésekről a hajózhatóság, az árammegosztás, és az árvízvédelem kérdésköreiről. Április és május hónapban a munkacsoportok megtartották első közös üléseiket. Megkezdődött szakértői szinten az érdemi tárgyalás.
A szakértői tárgyalások 2006. október 5-én zárultak le Pozsonyban, ahol a két fél elismerőleg jóváhagyták, valamint lezárták a 2001-ben alakult munkacsoportok jelentéseit. A soron következő találkozójukra 2006 decemberét, Budapestet jelölték ki.
2006. december 19-én újabb forduló következett be a magyar–szlovák tárgyalásokban Budapesten, ahol a szlovák küldöttség egy megállapodástervezetet adott át a magyar partnereknek. Ez a megállapodástervezet rendelkezne az erőműrendszerre vonatkozó, a két ország közötti alapszerződés egyes kötelezettségeinek ideiglenes felfüggesztéséről, energiatermelési, hajózási, pénzügyi, elszámolási kérdésekről.
2017-2022 között a Szigetköz vízgazdálkodási problémáinak (azaz a korábbi medersüllyedés, majd pedig a szlovák erőmű miatt tartósan lecsökkent vízhozam és vízszint) hosszú távú megoldása érdekében a Gönyűi kikötővel szemben, a véneki torkolatnál elhelyezkedő Tordai-szigeten kétnyílású vízszintszabályozó műtárgy, zsilip és hallépcső épült.
A két ország illetékes hivatalai között 2024-ben újrakezdett tárgyalássorozat során közeledő álláspontokat 2025 nyarán ismertette Lantos Csaba energiaügyi miniszter és Czepek Gábor miniszterhelyettes, kormánybiztos: a felek végleg elvetették a 30 évvel ezelőtt rehabilitált nagymarosi duzzasztógát ötletét, a jövőben Szlovákia a bősi vízerőműben megtermelt villamosenergia harmadát a világpiaci ár feléért exportálja Magyarország számára, amely cserébe elfogadja az erőmű és a dunacsúni duzzasztógát 1992 óta tartó üzemelését és nem formál részesedési jogot a vízügyi és energetikai műtárgyak tulajdonlásának gyakorlásába, azok felújítási költségeihez sem járul hozzá, Szlovákia pedig szivattyús energiatározó építését tervezi a Duna balparti oldalán, Bős és Párkány között.

## A létesítmény ökológiai hatásai
- A Szigetközben jelentősen csökkent a vízhozam a vízszint és a talaj vízszint veszélybe került az értékes ivóvízkészlet.[10]
- A vizes élőhelyek radikális pusztulása következett be.

## Képek

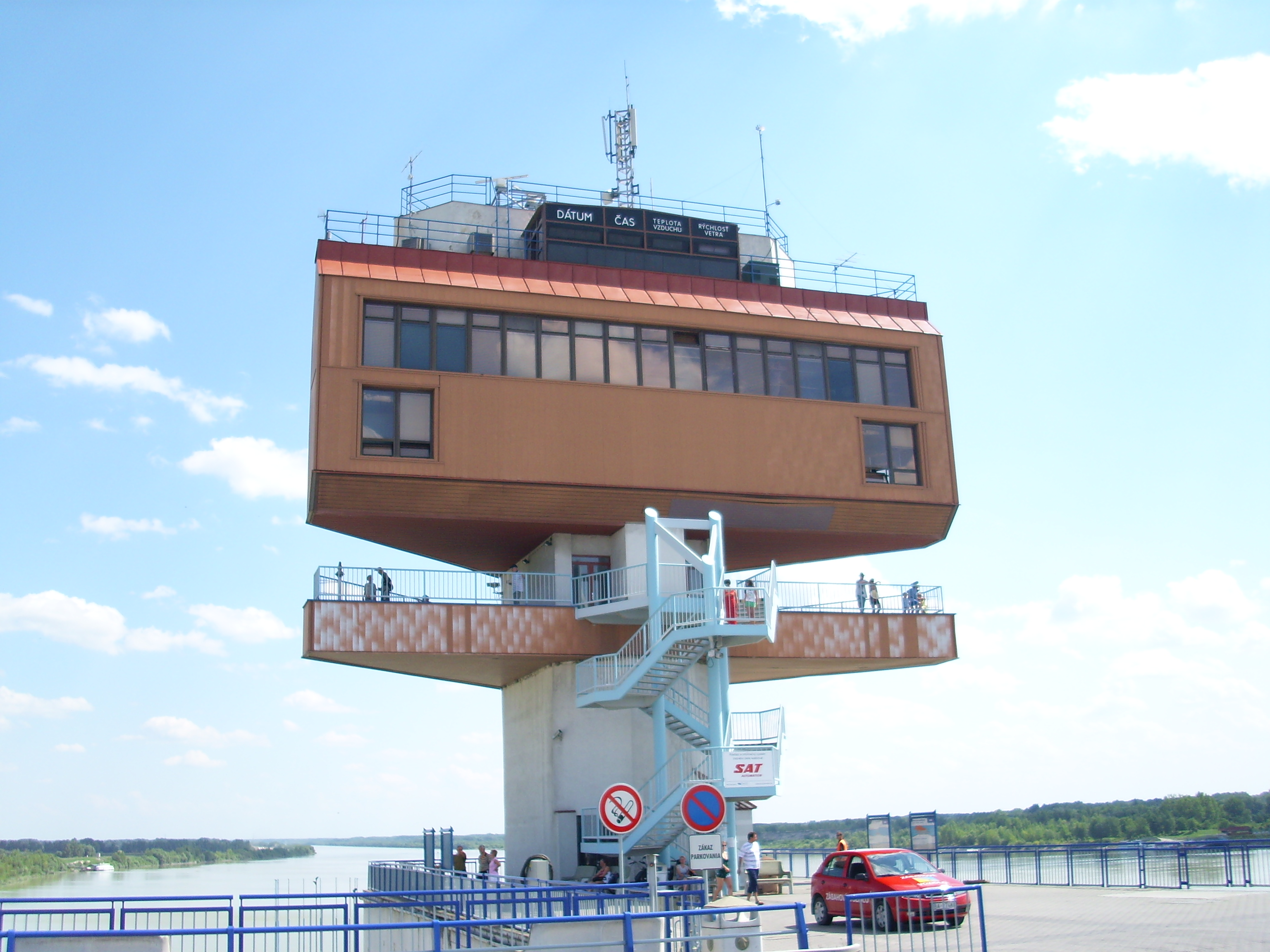
Az erőmű irányítótornya
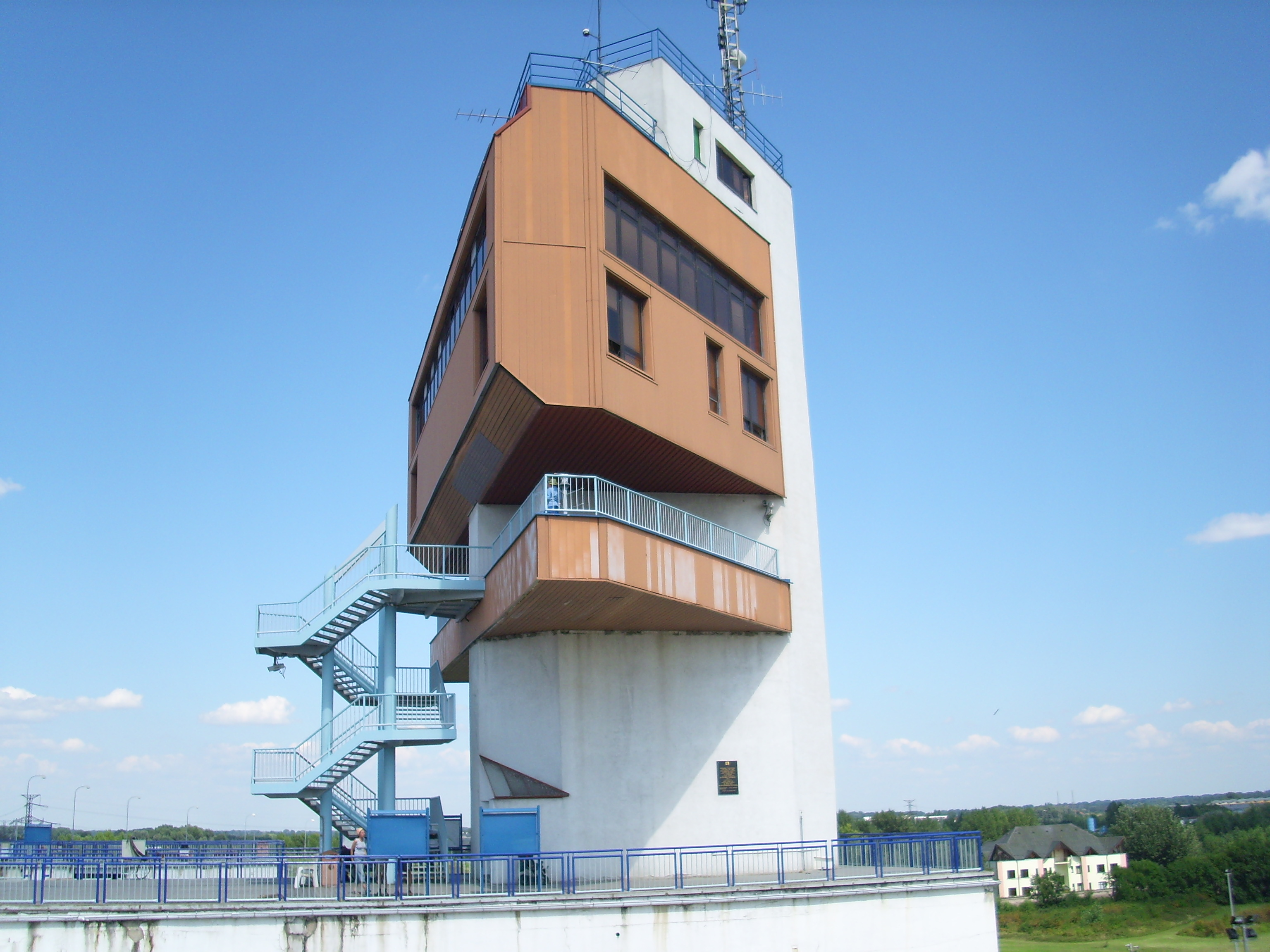
A torony tövében kilátó helyezkedik el
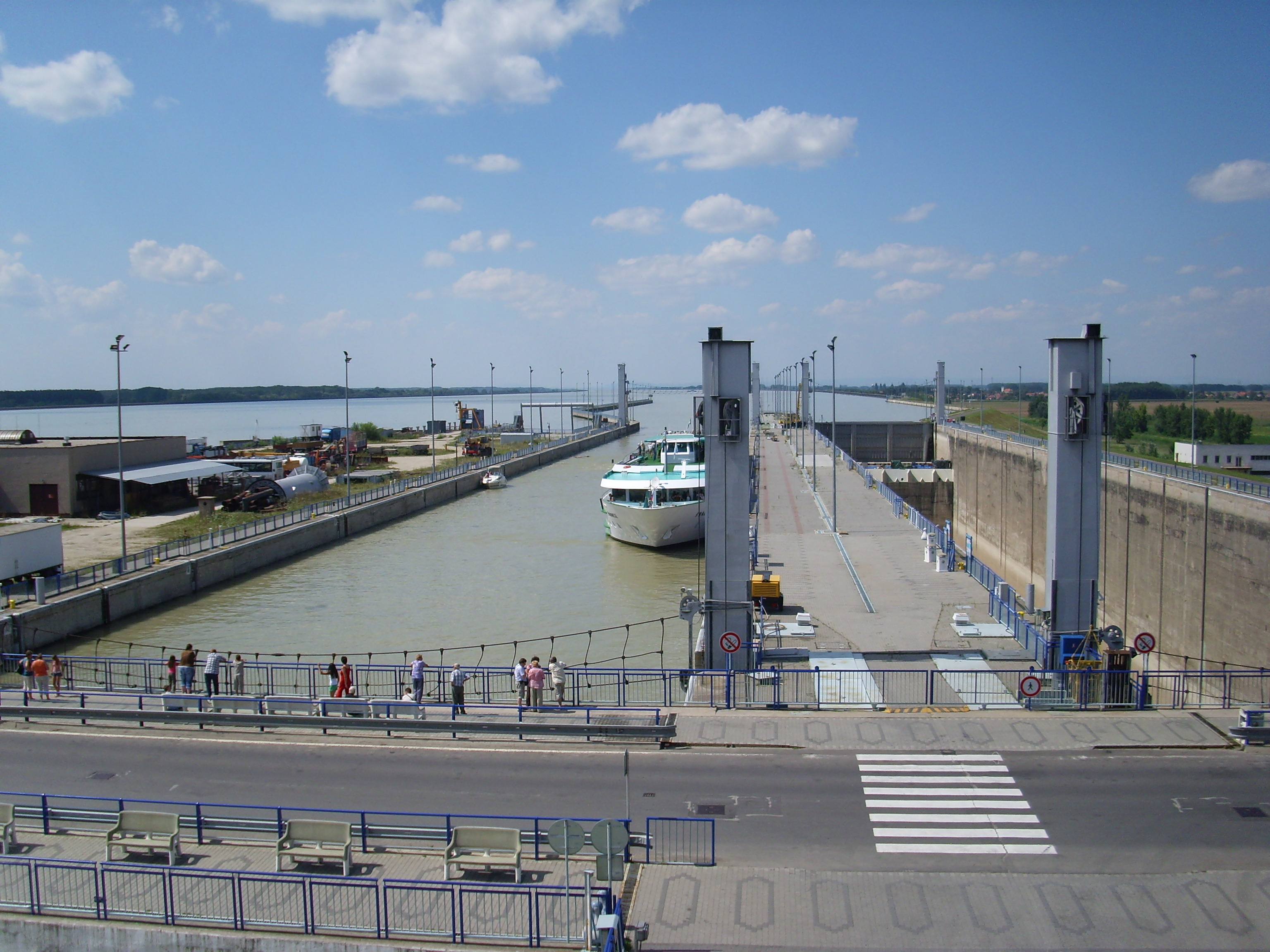
A két hajózsilip a toronyból
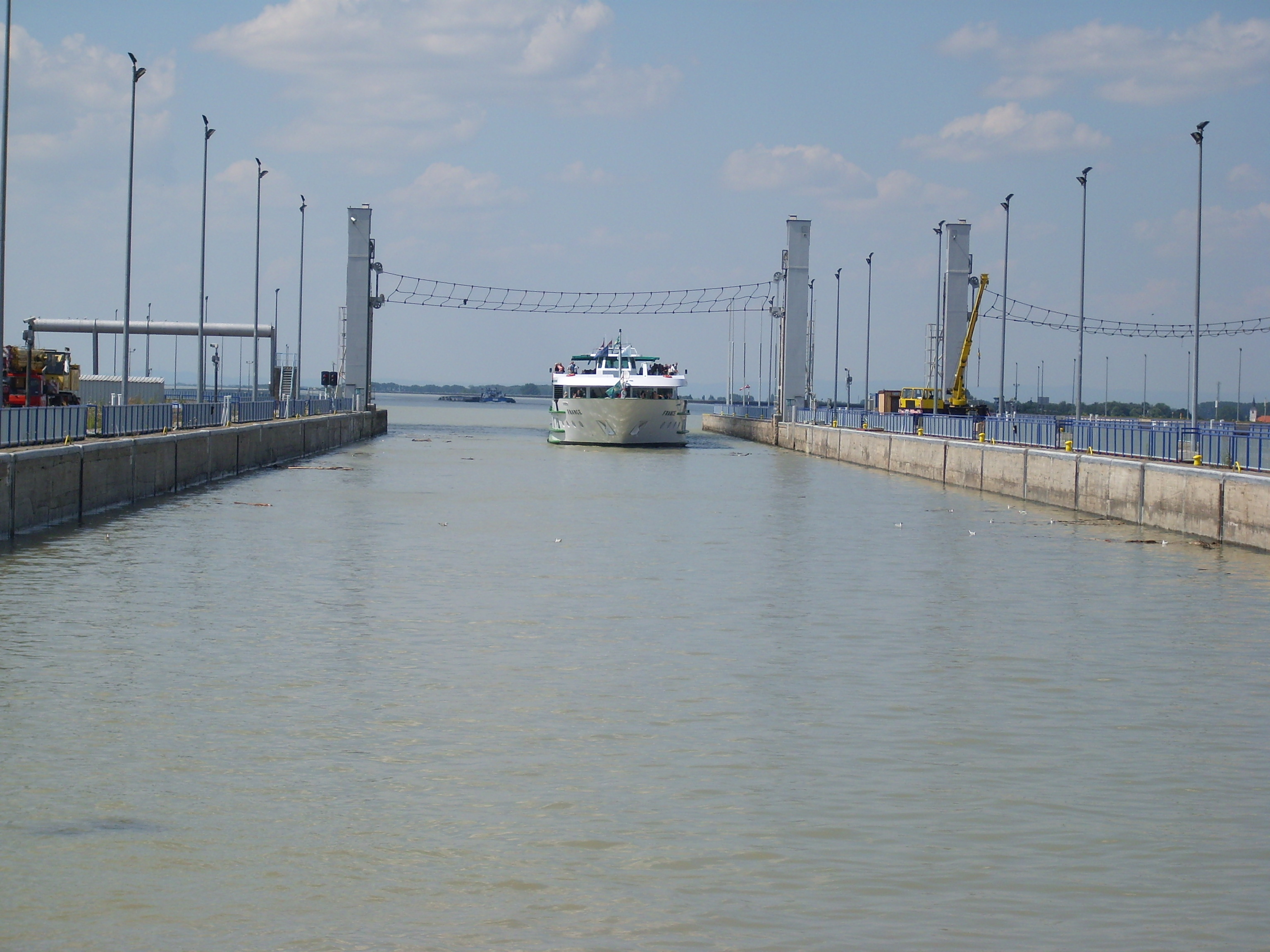
Zsilipelés
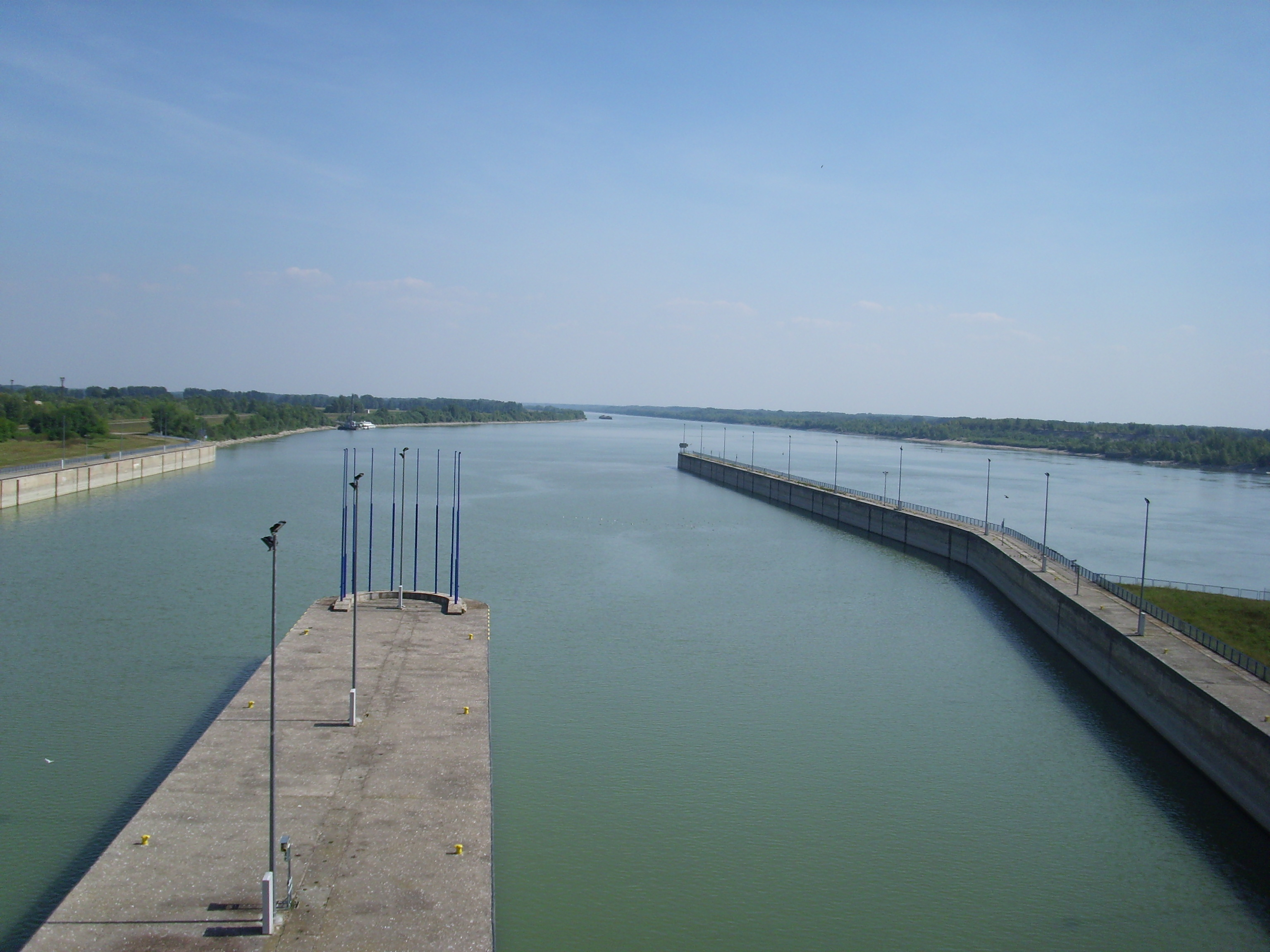
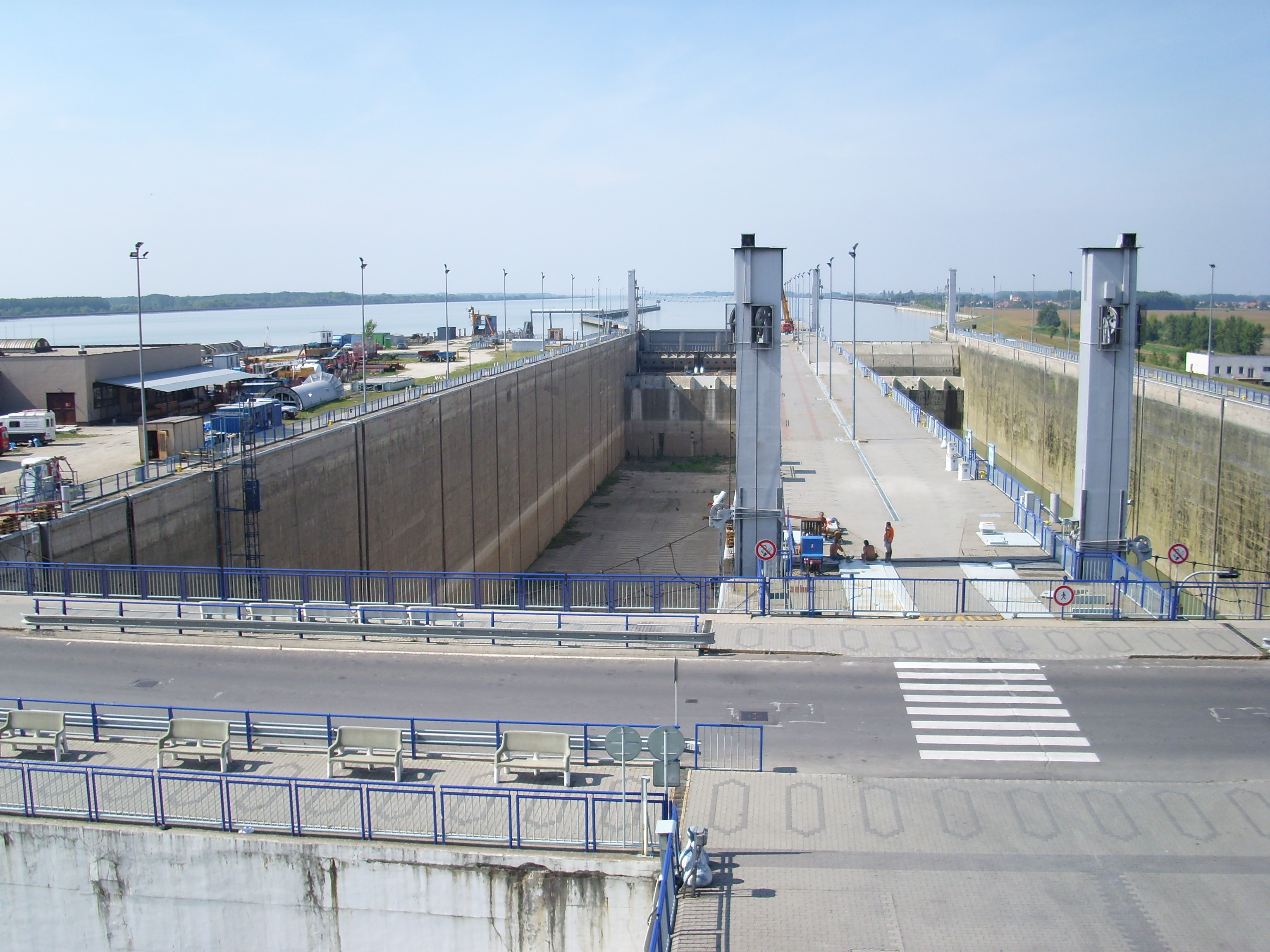
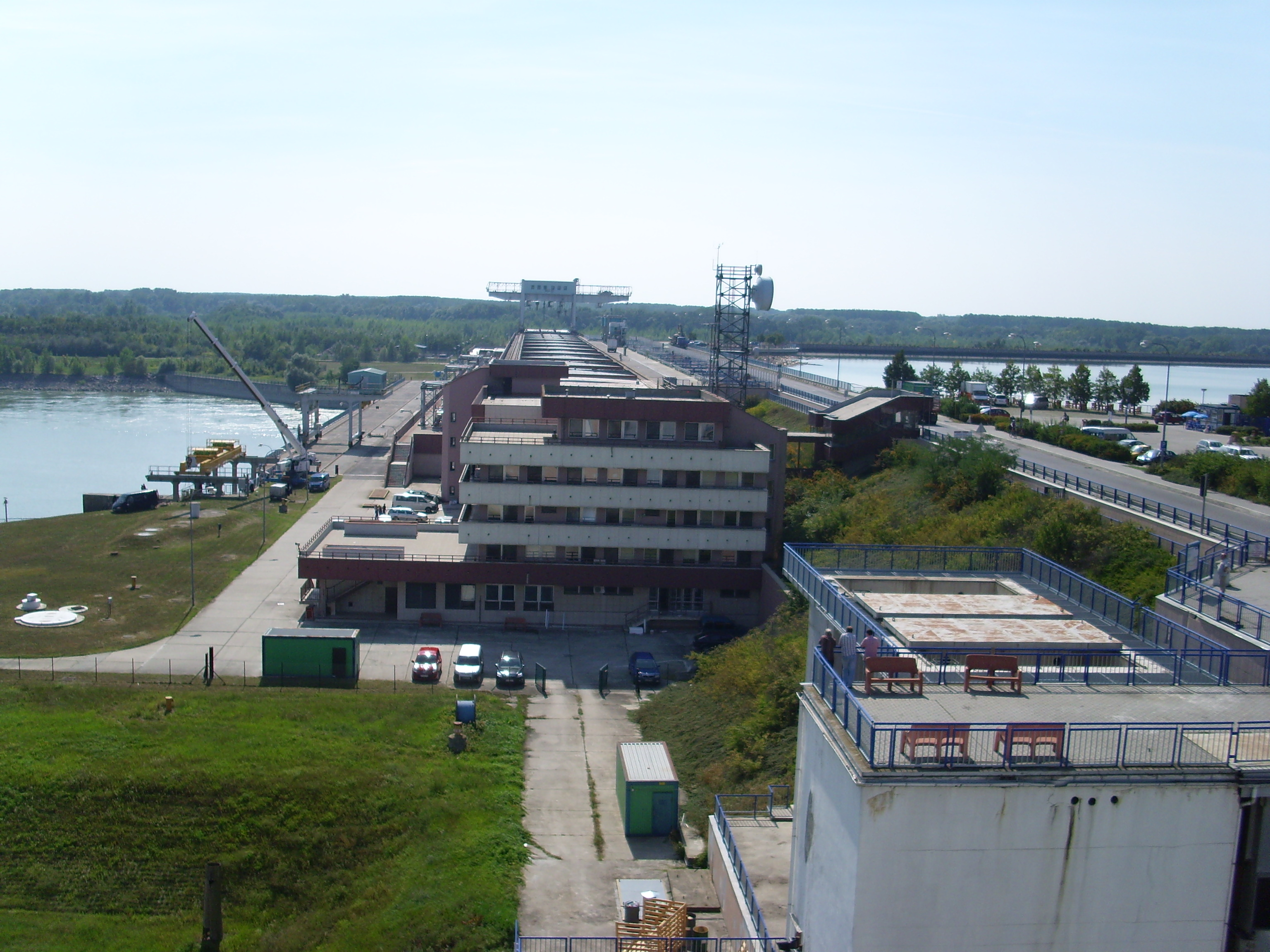
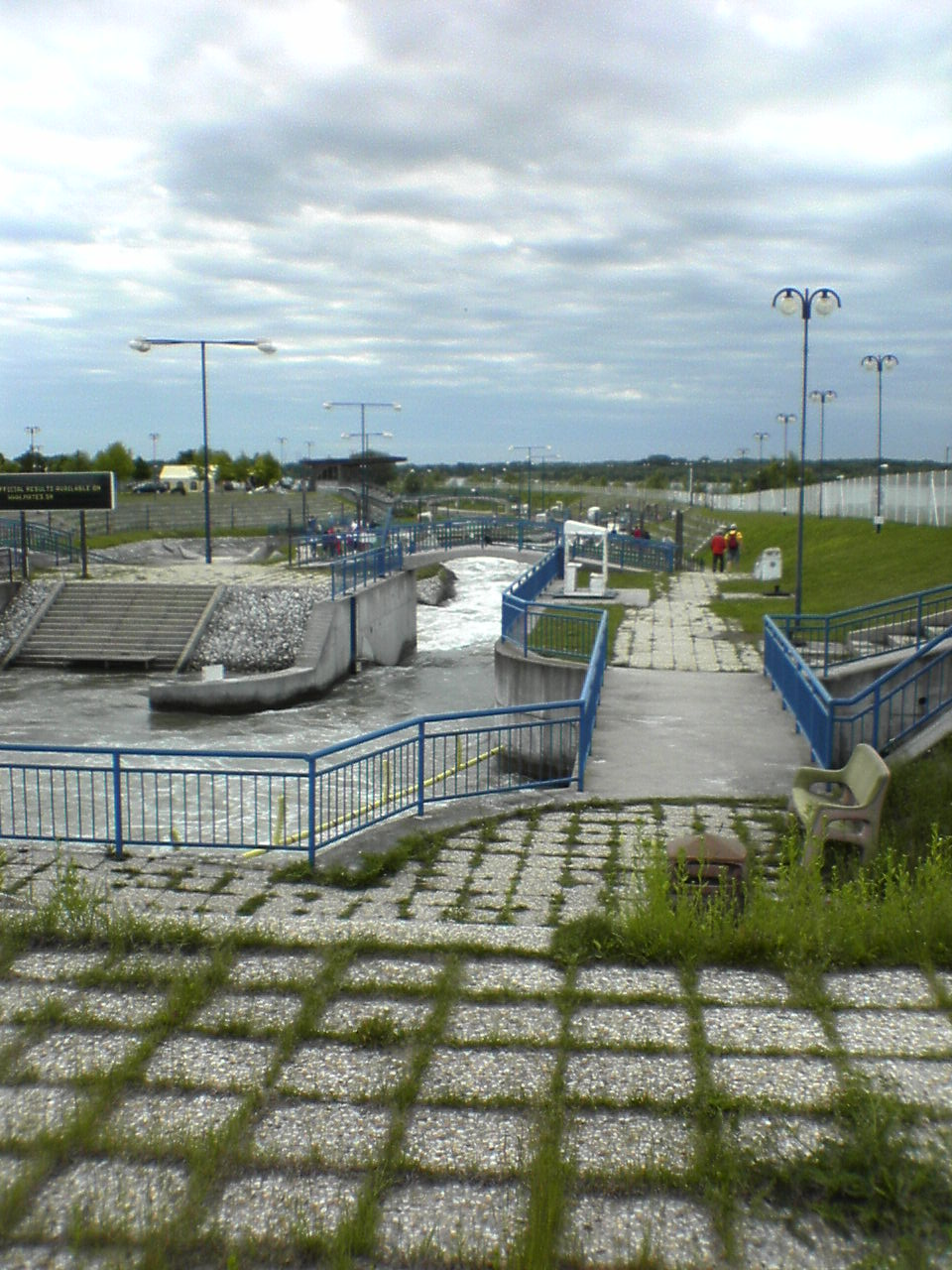
Vízisport-pálya Dunacsúnnál
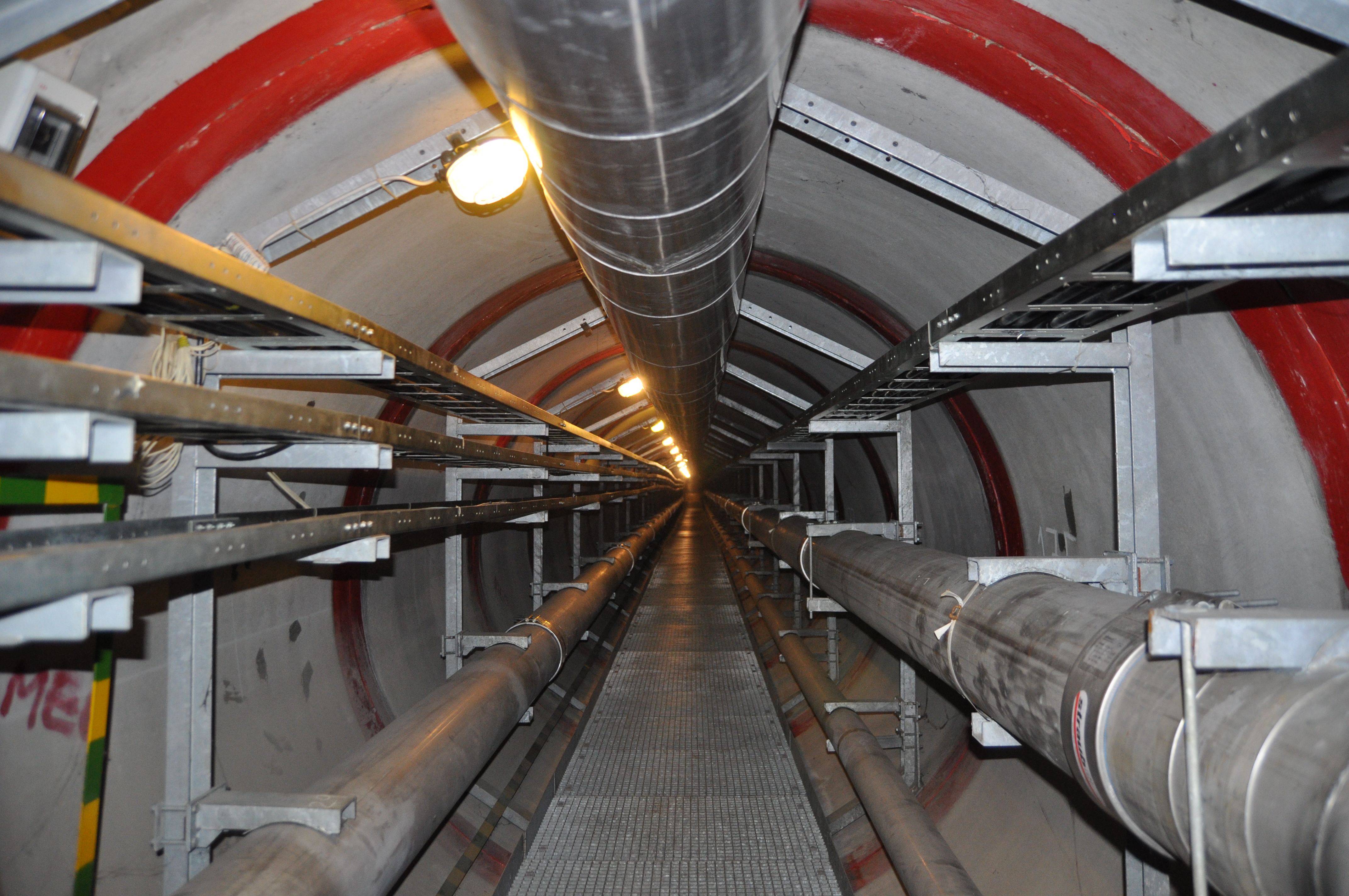
A duzzasztó tervezett nyomvonalának helyén, a meder alatt 1993-1995 között épült 550 méter hosszú közműalagút Nagymaros és Visegrád között

### Nemzetközi jogi vonatkozások
- Nagy Boldizsár: Bősi breviárium

### Részletes technikai adatok
- A vízlépcsőrendszer főbb mutatói
- A dunakiliti duzzasztómű
- Zsilipelés Bősnél (fotósorozat html-ben)
- A bősi erőmű fényképe (Panoramio)
- Fényképek a dunacsúni duzzasztóról és a vadvízi evezőspályáról (Panoramio)